# Alil
Alil grupa je supstituent sa strukturnom formulom , gde je R ostatak molekula. Ona se sastoji od metilena (-CH2-) vezanog za vinil grupu (-CH=CH2). Ime je izvedeno iz latinske reči za beli luk, Allium sativum. Prvi alilni derivat je izolovan iz ulja belog luka 1844. Termin alil se odnosi na mnoštvo jedinjenja koja su srodna sa , neka od kojih su u svakodnevnoj upotrebi. 

## Nomenklatura i vezivanje
Alil je široko korišteni termin u organskoj hemiji. Nespareni elektron je delokalizovan. Alilni radikali, anjoni, i katjoni se često razmatraju kao intermedijeri u reakcijama. Svi sadrže tri susedna sp2-hibridizovana ugljenična centra.

### Alilna mesta
Mesto na zasićenim atomu ugljenika se naziva „alilna pozicija“ ili „alilno mesto“. Grupa vezana za to mesto se ponekad opisuje kao „alilna“, npr.  sadrži alilnu hidroksilnu grupu. Alilne  veze su za oko 15% slabije od običnih C-H veza na 3 ugljeničnim centrima, te su reaktivnije. Ova povećana reaktivnost omogućava laku oksidaciju alilnih C-H centara pri produkciji acrilonitrila. 
Benzilna i alilna grupa su srodne u pogledu strukture, jačine veze, i reaktivnosti. Druge reakcije alilnih jedinjenja su alilna oksidacija, Alder-en reakcija i Tsuji–Trostova reakcija.

### Pentadienil
2 grupa koja povezuje dve vinil grupe je dvostruko alilna. Energija disocijacije C-H veze na dvostruko alilnom centru je oko 10% niža od energije alilne C-H veze. Oslabljene C-H veze odražavaju visoku stabilnost rezultujućeg pentadienilnog radikala. Jedinjenja koja sadrže  veze, npr. derivati linoleinske kiseline su skloni autoksidaciji, koja može da dovede do polimerizacije ili formiranja semi čvrtih materijala. Ovaj patern reaktivnosti je fundamentalno srodan sa formiranjem filmova lanenih ulja, koja su komponente uljanih boja i lakova.

#### Homoalil
Termin homoalilni se odnosi na poziciju u ugljeničnom lancu pored alilne pozicije. U but-3-enil hloridu , hlorid zauzima homoalilnu poziciju.

## Literatura
- Block, Eric (2010). Garlic and Other Alliums: The Lore and the Science. Royal Society of Chemistry. ISBN 978-0-85404-190-9.